# Multitudes (Noordhuis-Shipp-Album)
Multitudes ist ein Jazzalbum von Nadje Noordhuis und James Shipp. Die im Februar 2022 im The Bunker Studio in Brooklyn entstandenen Aufnahmen erschienen 2023 auf Little Mystery Records.

## Hintergrund
Der Titel dieser Session der Trompeterin Nadje Noordhuis und des Schlagwerkers James Shipp, stammt aus der berühmten Passage in Walt Whitmans „Song of Myself“:

“Do I contradict myself?

Very well then I contradict myself,

(I am large, I contain multitudes.)”

„Widerspreche ich mir selbst?

Na gut, dann widerspreche ich mir selbst,

(Ich bin groß, ich schließe Scharen ein.)“

Zuvor hatte das Duo ein größtenteils akustisches Album mit dem Titel Indigo aufgenommen, das Shipp als „reines Duo“ mit einer Prise synthetisierter Klänge „hier und da“ beschreibt. Es war dieses Fast-Live-Album, das ihnen die Idee zu Multitudes mit seiner Fülle an akustischen und elektronischen Klängen gab. Shipp erklärt: „Das Jahrzehnt, in dem ich mit Nadje gespielt habe, war das Jahrzehnt, in dem ich mich mit analogen Synthesizern sowie elektronischen Instrumenten und Effekten beschäftigt habe.“ Um einige Stücke zu schaffen, nahm das Duo vorab einen Hintergrund auf und spielte dann darüber. Shipp würde das, was sie produziert hatten, nehmen und den Hintergrund bearbeiten oder überarbeiten. „Es war, als würden wir einen Brief an uns selbst durch die Zeit schicken.“ Sie nahmen zu Hause auf, trafen sich im Studio und änderten die Dinge: „Es waren viele Schichten von uns und wir überarbeiteten die Art und Weise, wie wir uns selbst begleiteten.“

## Titelliste
- Nadje Noordhuis + James Shipp: Multitudes (Little Mystery Records)

1. Snow Line (Shipp)
2. These Days (Noordhuis)
3. Multitudes (Shipp)
4. Lumino (Noordhuis)
5. Candlestick Carol (Shipp)
6. Encantamento (Noordhuis, Shipp)
7. Run Together (Noordhuis)
8. Flanked (Shipp)
9. Rainbow (Noordhuis)
10. To Say Goodbye (Noordhuis)

## Rezeption
Ein Großteil der Musik von Multitudes erweise sich für seine Schöpfer als persönlich – Shipps „Candlestick Carol“ zum Beispiel verwende die Klänge von Kerzenleuchtern aus Messing, um vom ersten Weihnachtsfest des Komponisten getrennt von seiner Familie zu erzählen –, aber alles hat eine universelle Resonanz, schrieb Dan Bilawsky in All About Jazz. Ob sie sich im Titeltrack mit der Ungeheuerlichkeit des Daseins auseinandersetzen, in „Rainbow“ ein melodisches und stattliches Farbspektrum umfassen oder mit „To Say Goodbye“ einen tränenreichen Abschied geben – Noordhuis und Shipp würden hier einen Weg finden, die Natur selbst zu erschließen. Multitudes sei eine Geschichte von zweien, deren Klang und Ausblick größer sind als sie selbst; das Album agiere wirklich in einer ganz eigenen Größenordnung.
Was auffällt sei, wie einfach und angenehm die synthetisierten (und akustischen) Klänge seien, die man in Multitudes höre. Dabei sei man Lichtjahre von den strapazierten Synthesizer-Streichern der Anfangsjahre solcher Aufnahmen entfernt, urteilte Michael Ullman in The Arts Fuse. Diese Stücke würden die verschiedenen, abwechslungsreichen Klänge, die Shipp und Noordhuis erzeugen, zu einem sowohl rhythmisch als auch melodisch spannendem und stimmigem Ergebnis integrieren. Das Album mit zehn Nummern ende mit dem besonders schönen Stück „To Say Goodbye“, in dem Noordhuis auf dem Flügelhorn eine Art Hymne spiele, die sowohl feierlich als auch hinreißend sinnlich sei. Shipp würde hier mit passenden Akkorden wie ein respektvoller Sideman begleiten.